# Melissa Fahn
Pour les articles homonymes, voir Fahn.
 (mai 2019).
Melissa Fahn est une actrice de doublage et une chanteuse américaine dédiée à l'animation, telles que Cowboy Bebop, Digimon, Eureka Seven, FLCL, Noein, Zatchbell et Fate/stay night. Elle est également connue pour son rôle de Gaz Membrane dans la série télévisée américaine Invader Zim. Elle a joué dans la performance de Wicked à Broadway et dans divers projets de théâtre à Los Angeles. 

## Biographie
Melissa Fahn est née à New York et a grandi à Long Island puis sa famille a déménagé à Huntington Beach en Californie. Elle est la benjamine de quatre frères et sœurs. Elle commence la danse à l'âge de 3 ans. En plus de la danse, son père, batteur de jazz, l'a encouragé à apprendre le chant et à jouer. Elle a joué dans des productions de théâtre communautaires et tourné avec de jeunes américains. Elle a étudié la danse à l'Université d'État de Californie à Long Beach mais elle est partie après un an pour se consacrer au théâtre.
Melissa Fahn a trois frères aînés : Michael est musicien, tandis que Tom et Jonathan sont également comédiens voix et acteurs de théâtre. En 2000, Melissa Fahn rencontre le musicien Joel Alpers sur le tournage de Vox Lumiere à Los Angeles et ils se marient à Kauai, à Hawaï, en 2002.

### Carrière
Elle se fait repérer alors qu'elle travaille comme réceptionniste, par la directrice de casting d'une nouvelle version de Betty Boop. Sa voix plaît et elle est choisie pour son premier doublage : le film The Betty Boop Movie Mystery. Depuis, Melissa Fahn a doublé de nombreux personnages animés, tels que Luna dans Mega Man Star Force, Edward dans Cowboy Bebop, Haruka dans Noein, Gaz ainsi que d'autres dans Invader Zim et Rika Nonaka, Kristy Damon et Nene Amano dans Digimon. Elle est la voix de Neptune dans la série Hyperdimension Neptunia. 
Elle a joué sur scène dans le monde entier dans des spectacles tels que 3Hree de Hal Prince, The Musical de Gilligan's Island, Singin' in the Rain, No, No, Nanette et les opéras rock de Vox Lumiere. 
En 2007, Melissa Fahn sort un album - Avignon - produit par son mari, Joel Alpers. Sur cet album elle collabore également avec son frère Tom au trombone et sa belle-sœur Mary Ann McSweeney à la basse. Son mari s'occupe également de la batterie et des percussions.
Parmi ses doublages, hors animation, les plus connus de la décennie sont : Ludmila Ferro dans Violetta (2012), Lego Friends (2013), Duusu dans Miraculous (2019), la jeune Lilo dans Stitch ! (2011), Tachickoma dans Ghost in the shell (2017) sous licence Netflix depuis 2020.

### Comédie musicaleWicked
Melissa Fahn est membre de la troupe de la comédie musicale Wicked de Stephen Schwartz à Broadway. En mars 2004, elle joue une doublure pour Glinda, en remplacement de Melissa Bell Chait, victime d'un accident vasculaire cérébral et quitte le spectacle le 31 octobre 2004.